# Loureedia

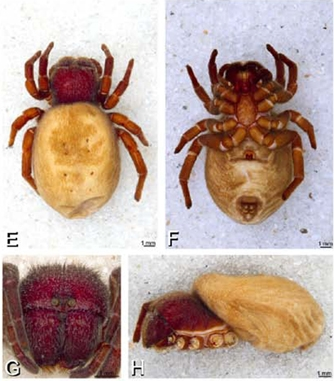
Samica L. annulipes

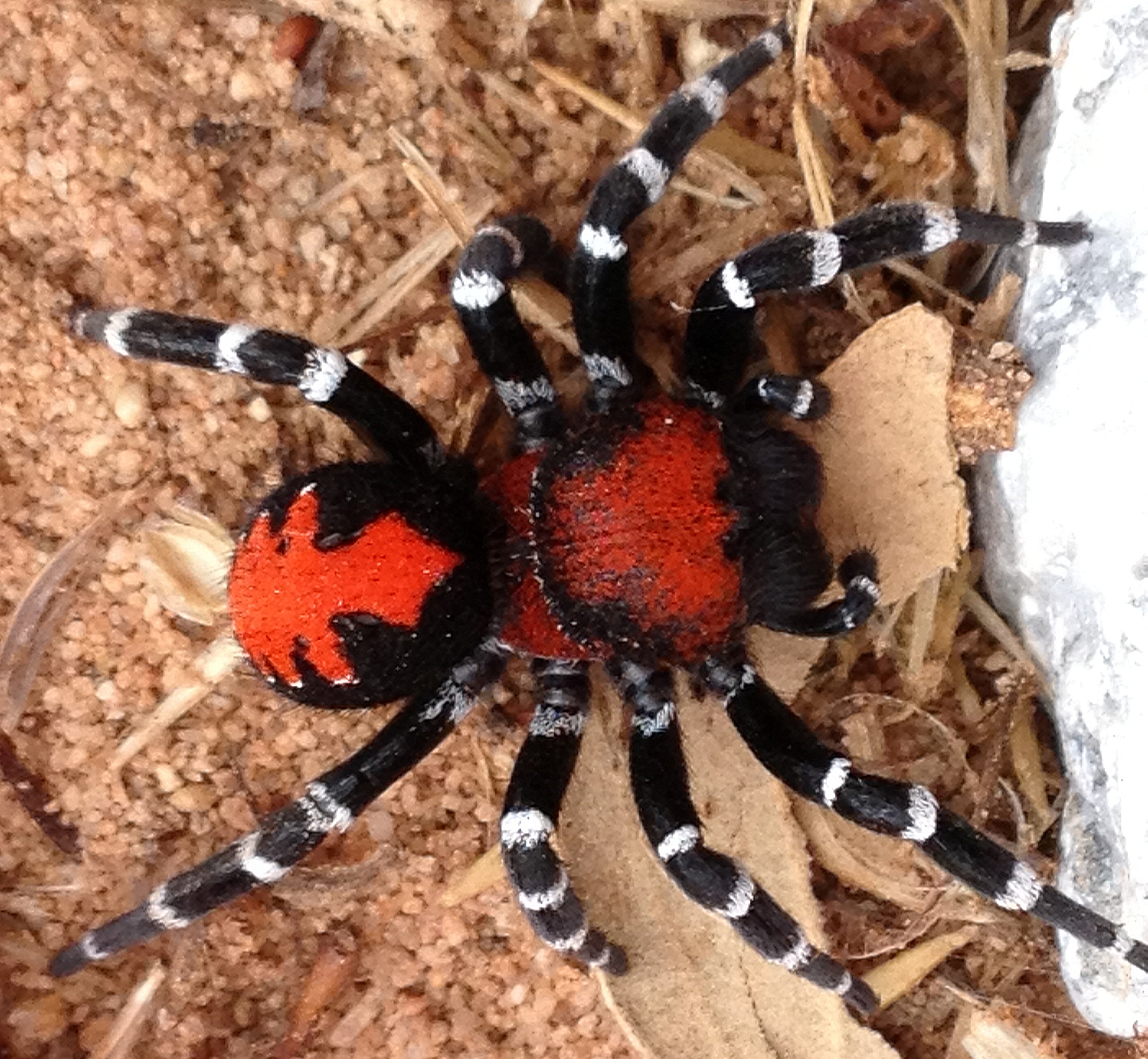
Samiec L. maroccana

Loureedia – rodzaj pająków z rodziny poskoczowatych. Obejmuje 6 opisanych gatunków. Zamieszkują Półwysep Iberyjski, Afrykę Północną, Lewant i środkową Azję.

## Morfologia
Karapaks ma szerszą niż dłuższą, prawie prostokątną część głowową nienawisającą ku tyłowi ponad część tułowiową, oczy pary tylno-środkowej wyraźnie większe od oczu pary przednio-środkowej, a oczy pary przednio-bocznej nieumieszczone na wzgórkach. Opistosoma (odwłok) ma kądziołki przędne pary tylno-środkowej pełne, niepodzielone. Nogogłaszczki samca odznaczają się konduktorem silnie rozwidlonym na dwie gałęzie, a ponadto  embolusem spiralnie skręconym wokół odsiebnej części bulbusa. Płytka płciowa samicy charakteryzuje się zagłębieniem w przedniej części, a jej wulwa obecnością przedniego płata i zwartym układem przewodów.

## Biologia i ekologia
Pająki te występują w siedliskach pustynnych, półpustynnych i stepowych o skąpej i niskiej, rzadziej obfitszej roślinności, w tym położonych w uedach, na wydmach, na stokach o południowej lub południowo-wschodniej ekspozycji; w Iranie nie stronią od okolic zurbanizowanych.
W podłożu wykopują prostą, nierozgałęzioną, pionową lub ukośną norkę o ściankach wyściełanych przędzą. Ujście norki zamyka wieczko w postaci płachty pajęczyny zamaskowanej od wierzchniej strony drobinkami podłoża i resztkami pokarmu. Od krawędzi wieczka rozchodzą się promieniście nici sygnałowe. Polują głównie z zasadzki, oczekując na ofiarę w norce.
Przeciętnie samce osiągają dojrzałość po trzech latach życia, a samice po czterech. Aktywne, wędrujące samce obserwuje się jesienią, od października do grudnia. Kopulacja odbywa się zwykle pod koniec jesieni. Samica w ciągu życia wyprowadza tylko jeden miot – karmi młode upłynnionymi wnętrznościami, a po śmierci również reszta jej ciała staje się dla nich pokarmem.

## Rozprzestrzenienie
Przedstawiciele rodzaju rozmieszczeni są w zachodniej części południowej Palearktyki. W ich poznanym zasięgu znajdują się południowa Hiszpania, północne Maroko, północna Algieria, Tunezja, Libia, Egipt, Izrael, Jordania oraz Iran.

## Taksonomia
Takson ten wprowadzony został w 2012 roku przez Jeremiego Abrahama Millera, Charlesa Edwarda Griswolda, Nikolaja Scharffa, Milana Řezáča, Tamása Szűtsa i Mohammada Marhabaie na łamach „ZooKeys”. Nazwę rodzajową nadano na cześć Lou Reeda, lidera zespołu The Velvet Underground. Do rodzaju zaliczono wówczas tylko jeden gatunek opisany w 1857 roku jako Eresus annulipes, jednak wkrótce liczba zaliczanych do niego gatunków zwiększyła się za sprawą opisu nowych taksonów, jak i wyłączenia dwóch gatunków spośród synonimów. Po rewizji z 2023 roku wyróżnia się ich sześć:
- Loureedia annulipes (Lucas, 1857),
- Loureedia colleni Henriques, Miñano et Pérez-Zarcos, 2018,
- Loureedia jerbae (El-Hennawy, 2005),
- Loureedia lucasi (Simon, 1873),
- Loureedia maroccana Gál et al., 2017,
- Loureedia phoenixi Zamani et Marusik, 2020.

Oprócz wymienionych znany jest również nieopisany jeszcze gatunek z Jordanii.
Według wyników molekularnej analizy filogenetycznej Jeremiego A. Millera i innych z 2012 roku omawiany takson zajmuje pozycję siostrzaną względem rodzaju Dorceus, tworząc z nim klad siostrzany dla kladu obejmującego rodzaje Adonea i Eresus. Według wyników analizy filogenetycznej Szűtsa i innych z 2023 roku w obrębie L. colleni i L. annulipes tworzą klad siostrzany dla kladu obejmującego L. maroccana w pozycji bazalnej oraz siostrzane L. phoenixi i L. jerbae.